# Bruno Donath
Friedrich Rudolph Bruno Donath (* 15. September 1870 in Steinheim, Kreis Höxter; † 18. März 1929) war ein deutscher Experimentalphysiker und Erfinder, der sich vor allem Verdienste als sogenannter „professioneller Popularisierer“ erwarb. In seinen Schriften und Vorträgen griff er aktuelle Entwicklungen der Wissenschaft auf und vermittelte naturwissenschaftliche Themen an ein interessiertes Laienpublikum.

## Leben
Er studierte an der Ludwig-Maximilians-Universität München unter anderem bei Leo Graetz und wurde dort 1896 mit einer Dissertation über bolometrische Absorptionsuntersuchungen promoviert. 1899 veröffentlichte er das erste Buch, das sich explizit mit der Technik von Röntgengeräten befasste, die durch Wilhelm Conrad Röntgens Entdeckung vier Jahre zuvor möglich geworden waren.
Ab 1901 war Donath für die Berliner Wissenschaftsgesellschaft Urania tätig, seit 1905 als Abteilungsleiter für Physik. Im Oktober 1907 erhielt er den Titel eines Professors zugesprochen. Viele der von ihm für die Urania entwickelten Apparaturen und Experimentiergeräte wurden von Leppin & Masche, einer Fabrik für wissenschaftliche Instrumente, gefertigt. Er war Mitglied der Deutschen Physikalischen Gesellschaft und stand in enger Korrespondenz mit vielen seiner Kollegen – beispielsweise mit Karl Scheel, Ludwig Darmstaedter und Eilhard Wiedemann. Seine Publikationen wurden in der Physikalischen Zeitschrift mehrfach freundlich besprochen und für solide befunden. In den 1910er Jahren beteiligte er sich an der aufkommenden öffentlichen Diskussion über die sich aus der speziellen Relativitätstheorie ergebenden Konsequenzen und über die Frage, inwieweit sich Naturwissenschaftler, seinen eigenen Worten zufolge, in „kühnsten mathematischen Kombinationen“ und „mathematisch-physikalischer Spekulation“ ergehen dürften. Er blieb der Urania bis mindestens 1920 verbunden und arbeitete zum Zeitpunkt seines Todes im Jahr 1929 als Vorstand der physikalischen Abteilung für die ebenfalls in Berlin ansässige Accumulatoren-Fabrik Aktiengesellschaft (AFA).
Ab 1910 wurden Donath – teilweise gemeinsam mit Arthur Partzsch – diverse Patente in Deutschland, Frankreich, Großbritannien sowie in den Vereinigten Staaten bestätigt, vorwiegend zu Gleichrichtern und Entladungsröhren.
| Patentnummer | Name | Partner         | Beantragt    | Zugelassen   | Anmerkung         |
| ------------ | --- | --------------- | ------------ | ------------ | ----------------- |
| 250685       | Schienenstoßverbindung mittels angeschweißter Teile |                 | ?            | 25. 12. 1910 |                   |
| 27888        | Auf der Veränderung einer Flamme beruhender Schlagwetteranzeiger |                 | 18. 11. 1912 | 20. 02. 1913 |                   |
| 279028       | Elektrische Entladungsröhre mit glühender Kathode |                 | 11. 10. 1913 | 03. 10. 1914 |                   |
| 20374        | Improvements in electric discharging tubes |                 | 30. 09. 1914 | 12. 08. 1915 |                   |
| 295023       | Elektrische Entladungsröhre mit glühender Kathode |                 | 06. 02. 1915 | 28. 10. 1916 | Zusatz zu 279028. |
| 295395       | Elektrische Entladungsröhre mit glühender Kathode und den Kathodenfall herabsetzenden Metallverbindungen                                                                           | Arthur Partzsch | 21. 03. 1915 | 21. 11. 1916 |                   |
| 297425       | Ventilröhre mit Wehneltkathode und mehreren Anoden |                 | 04. 02. 1915 | 19. 04. 1917 |                   |
| 668627       | Einrichtung zum Inbetriebsetzen von Entladungsröhren mit Glühkathoden |                 | ?            | 13. 08. 1917 |                   |
| 34354        | Elektrische Entladungsröhre mit glühender Kathode und den Kathodenfall herabsetzenden Metallverbindungen                                                                           | Arthur Partzsch | 26. 03. 1918 | 07. 04. 1919 | Zusatz zu 295395. |
| 298431       | Elektrische Entladungsröhre mit glühender Kathode und einem Vorrat von den Kathodenfall herabsetzenden Stoffen in Form von Pulvern, Körnern, Stiften oder sonst geeigneten Körpern | Arthur Partzsch | 11. 05. 1915 | 07. 07. 1919 | Zusatz zu 295395. |
| 326311       | Elektrische Entladungsröhre mit glühender Kathode und einem Vorrat den Kathodenfall herabsetzender Metallverbindungen                                                              | Arthur Partzsch | 27. 05. 1917 | 20. 03. 1920 | Zusatz zu 295395. |
| 361211       | Verfahren zur Herstellung von Vakuum-Isoliergefäßen ohne Abstützung |                 | ?            | 24. 11. 1920 |                   |
| 337581       | Verfahren zum Betrieb von Gleichrichtern mit Gasfüllung in intermittierenden Betrieben                                                                                             |                 | ?            | 04. 06. 1921 |                   |
| 1416623      | Electric discharging tube |                 | 01. 10. 1914 | 16. 05. 1922 |                   |
| 1448996      | Jacketed vacuum container |                 | 09. 08. 1922 | 20. 03. 1923 |                   |
| 1754012      | Incandescent cathode rectifier for medium voltages |                 | 24. 12. 1927 | 08. 04. 1930 |                   |

## Publikationen (Auswahl)
Monographien
- Die Einrichtungen zur Erzeugung der Roentgenstrahlen und ihr Gebrauch. Reuther & Reichard, Berlin 1899.
  - In neueren Auflagen auch: Die modernen Röntgenstrahlen. Einrichtungen und ihr Gebrauch.
- Physikalisches Spielbuch für die Jugend. Vieweg, Braunschweig 1902.
- Radium (= Sammlung populärer Schriften. Bd. 58). Paetel, Berlin 1904.
- Die Grundlagen der Farbenphotographie (= Die Wissenschaft. Sammlung naturwissenschaftlicher und mathematischer Monographien. Bd. 14). Vieweg, Braunschweig 1906.
- mit Felix Bornemann: Die Motorkultur in Deutschland. Parey, Berlin 1913.

Beiträge in Sammelwerken
- Fata Morgana. In: Die Wunder der Natur – Schilderungen der interessantesten Natur-Schöpfungen und Erscheinungen in Einzeldarstellungen. Bd. 1. Bong, Berlin 1912, S. 16–18.
- Röntgenstrahlen. In: Ernst Teichmann et al. (Hrsg.): Handwörterbuch der Naturwissenschaften. Bd. 8. Gustav Fischer, Jena 1913, S. 466–482.
- Lichterzeugung und Lichtausbeute. In: Urania in Berlin (Hrsg.): Jahrbuch der Urania und Kalender für 1918. Vieweg, Braunschweig 1918.

Wissenschaftliche Fachaufsätze
- Bolometrische Untersuchungen über Absorptionsspectra fluorescirender Substanzen und ätherischer Oele. Dissertation. In: Annalen der Physik und Chemie. Bd. 294, Nr. 8, 1896, S. 609–662.
- mit Arthur Wehnelt: Photographische Darstellung von Strom- und Spannungscurven mittels der Braun’schen Röhre. In: Annalen der Physik und Chemie. Bd. 305, Nr. 12, 1899, S. 861–870.
- Zur Theorie der Regina-Dauerbrand-Bogenlampe. In: Elektrotechnische Zeitschrift. Bd. 23, 1902,  S. 220 f.
- Der Projektionsapparat der Urania für Dreifarbenphotographie. In: Zeitschrift für wissenschaftliche Photographie, Photophysik und Photochemie. 1. Jg., 1903, S. 94–97.
- Die Dreifarbenprojektion in der Urania. In: Himmel und Erde. 15. Jg., Nr. 7, 1903, S. 291–296.
- Drahtlose Telephonie. In: Himmel und Erde. 16. Jg., Nr. 7, 1904, S. 143–158.
- Radium. In: Himmel und Erde. 16. Jg., Nr. 7, 1904, S. 289–311.
- Die radioaktiven Stoffe in ihrer Bedeutung für unsere moderne Naturerkenntnis. In: Deutsche Monatsschrift für das gesamte Leben der Gegenwart. Bd. 6, 1904, S. 358–367.
- Flugtechnische Jahresschau 1910. In: Himmel und Erde. 23. Jg., 1911, S. 193–199.
- Der Kreisel und seine technische Zukunft. In: Himmel und Erde. 23. Jg., 1911, S. 317–332.
- Die Umwertung von Raum und Zeit. In: Die Woche. Bd. 16, Nr. 16, 1914, S. 639–641.
- Die Röntgenstrahlen im Kriegsdienst. In: Centralanzeiger für Sanatorien, Krankenhäuser und Heilanstalten. Heft 10, 1914, S. 566 ff.
  - Auch in: Himmel und Erde. 27. Jg., Nr. 2, 1915, S. 41–52.
- Beurteilung und Messung von Signallampen. In: Deutsche Optische Wochenschrift. 1915/1916, S. 709–710.